# Georg Bürgerle
Georg Bürgerle (* 17. November 1877 in Strasburg in Westpreußen; † nach 1927) war ein deutscher Richter und Politiker (DNVP).
Bürgerle besuchte die Gymnasien in Strasburg und Graudenz und studierte nach dem Abitur Rechts- und Staatswissenschaften in Berlin und Königsberg. 1907 wurde er Landrichter in Konitz, 1912 ständiger Hilfsrichter am Oberlandesgericht Marienwerder und 1913 Amtsrichter in Danzig. 1914 bis 1918 leistete er Kriegsdienst als Landwehroffizier im Feld. 1920 wurde er zum Richter am vorläufigen Danziger Obergericht ernannt und war ab 1921 Landgerichtsdirektor am Obergericht. Er war erster Vorsitzender des Danziger Beamtenbundes, des Danziger Justizbeamtenbundes, Mitglied des Richterwahlausschusses, des Disziplinarhofs für richterliche Beamte und stellvertretendes richterliches Mitglied des Ausschusses für die Genehmigung zum Erwerb von Grundstücken.
In der Freien Stadt Danzig schloss er sich der DNVP an und war für diese 1923 bis 1927 Mitglied im Volkstag.